# The Truth About Love
The Truth About Love je šesté studiové album zpěvačky Pink. Album vyšlo 17. září 2012.
Album obsahuje několik duetů, s Lily Allen, Eminemem nebo s Natem Ruessem. Ke koupi bude i LP a Deluxe verze alba, přičemž druhá jmenovaná bude na dvou CD.

## Seznam písní
1. Are We All We Are
2. Blow Me (One Last Kiss)
3. Try
4. Just Give Me a Reason (ft. Nate Ruess)
5. True Love (ft. Lily Allen)
6. How Come You're Not Here
7. Slut Like You
8. The Truth About Love
9. Beam Me Up
10. Walk of Shame
11. Here Comes the Weekend (ft. Eminem)
12. Where Did the Beat Go?
13. The Great Escape

### Deluxe verze
Deluxe verze obsahuje dalších šest nahrávek:
1. My Signature Move
2. Is This Thing On?
3. Run
4. Good Old Days
5. Chaos & Piss
6. Timebomb